# Пољска на Европском првенству у атлетици на отвореном 2018.
Пољска је учествовала на 24. Европском првенству у атлетици на отвореном 2018. одржаном у Берлину, (Немачка), од 6. до 12. августа 2018. године. Ово је било двадесет четврто европско првенство на отвореном Пољске, односно учествовала је на свим првенствима до данас. Репрезентацију Пољске представљало је 83 спортиста (49 мушкараца и 34 жена) који су се такмичили у 41 дисциплини (21 мушка и 20 женских).
На овом првенству Пољска је била друга по броју освојених медаља са 12 медаља, 7 златних, 4 сребрне и 1 бронзана. У табели успешности према броју и пласману такмичара који су учествовали у финалним такмичењима (првих 8 такмичара) Пољска је са 33 учесника у финалу заузело 3. место са 172 бода.
| Пл. | Земља  | 1. место | 2. место | 3. место | 4. место | 5. место | 6. место | 7. место | 8. место | Бр. фин. | Бодови |
| --- | ------ | -------- | -------- | -------- | -------- | -------- | -------- | -------- | -------- | -------- | ------ |
| 3.  | Пољска | 7-56     | 4-28     | 1-6      | 7-35     | 8-32     | 3-9      | 3-6      | -        | 33       | 172    |

## Учесници
| Мушкарци: - Пжемислав Словиковски — 100 м - Ремигијуш Олшевски — 100 м - Доминик Копећ — 100 м - Карол Залевски — 400 м, 4 х 100 м, 4 х 400 м - Лукаш Кравчук — 400 м, 4 х 400 м - Дариуш Ковалук — 400 м, 4 х 400 м - Адам Кшчот — 800 м - Матеуш Борковски — 800 м - Михал Розмис — 800 м - Марћин Левандовски — 1.500 м - Мариуш Гижињски — Маратон - Хенрик Шост — Маратон - Аркадиуш Гардзиелевски — Маратон - Блажеј Брзезињски — Маратон - Артур Козловски — Маратон - Јаред Шегумо — Маратон - Артур Нога — 110 м препоне - Дамјан Чикјер — 110 м препоне - Патрик Добек — 400 м препоне - Јакуб Мордил — 400 м препоне - Кристијан Залевски — 3.000 м препреке - Грегорж Зимнијевич — 4 х 100 м - Адам Павловски — 4 х 100 м - Рафал Омелко — 4 х 400 м - Матеуш Жезничак — 4 х 400 м - Кајетан Душински — 4 х 400 м - Давид Томала — 20 км ходање - Артур Брзозовски — 20 км ходање - Рафал Аугустин — 50 км ходање - Рафал Сикора — 50 км ходање - Адриан Блоцки — 50 км ходање - Силвестер Беднарек — Скок увис - Маћеј Грињенко — Скок увис - Пјотр Лисек — Скок мотком - Павел Војћеховски — Скок мотком - Роберт Собера — Скок мотком - Томаш Јашчук — Скок удаљ - Карол Хофман — Троскок - Михал Харатик — Бацање кугле - Конрад Буковјецки — Бацање кугле - Јакуб Шишковски — Бацање кугле - Пјотр Малаховски — Бацање диска - Роберт Урбанек — Бацање диска - Војћех Новицки — Бацање кладива - Павел Фајдек — Бацање кладива - Марћин Круковски — Бацање копља - Кипријан Мрзиглод — Бацање копља - Бартош Осевски — Бацање копља - Павел Вјесјолек — Десетобој | Жене: - Ева Свобода — 100 м, 4 х 100 м - Ана Кјелбасињска — 200 м, 4 х 100 м - Мартина Котвила — 200 м, 4 х 100 м - Јустина Свјенти-Ерсетик — 400 м, 4 х 400 м - Малгожата Холуб-Ковалик — 400 м, 4 х 400 м - Ига Баумгарт-Витан — 400 м, 4 х 400 м - Ангелика Ћихоцка — 800 м, 1.500 м - Ана Сабат — 800 м - Софија Енауи — 1.500 м - Катажина Рутковска — 5.000 м - Паулина Качинска — 5.000 м, 10.000 м - Изабела Тжаскалска — Маратон - Каролина Колечек — 100 м препоне - Клаудија Сићаж — 100 м препоне - Џоана Линкиевич — 400 м препоне - Јустина Сагањак — 400 м препоне - Алисја Коњечек — 3.000 м препреке - Матилда Ковал — 3.000 м препреке - Катажина Ковалска — 3.000 м препреке - Камила Ћиба — 4 х 100 м - Патриција Вићшкиевич — 4 х 400 м - Наталија Качмарек — 4 х 400 м - Мартина Дабровска — 4 х 400 м - Емилија Лехмејер — 20 км ходање - Јоана Бемовска — 50 км ходање - Агњешка Елвард — 50 км ходање - Јустина Смјетанка — Скок мотком - Ана Јагаћак Михалска — Троскок - Паулина Губа — Бацање кугле - Клаудија Кардаш — Бацање кугле - Дарија Забавска — Бацање диска - Анита Влодарчик — Бацање кладива - Јоана Фјодоров — Бацање кладива - Малвина Копрон — Бацање кладива |  |

## Освајачи медаља (12)

### Злато (7)
| - Адам Кшчот — 800 м - Михал Харатик — Бацање кугле - Војћех Новицки — Бацање кладива | - Јустина Свјенти-Ерсетик — 400 м - Малгожата Холуб-Ковалик, Ига Баумгарт-Витан, Патрицја Вићшкјевич, Јустина Свјенти-Ерсетик — 4 x 400 м - Паулина Губа — Бацање кугле - Анита Влодарчик — Бацање кладива |

### Сребро (4)
| - Марћин Левандовски — 1.500 м - Конрад Буковјецки — Бацање кугле - Павел Фајдек — Бацање кладива | - Софија Енауи — 1.500 м |

### Бронза (1)
|  | - Јоана Фјодоров — Бацање кладива |

## Резултати

### Мушкарци
| Атлетичар              | Дисциплина       | Лични рекорд | Квалификације         | Квалификације         | Полуфинале            | Полуфинале            | Финале                | Финале       | Детаљи |
| Атлетичар              | Дисциплина       | Лични рекорд | Резултат              | Место                 | Резултат              | Место                 | Резултат              | Место        | Детаљи |
| ---------------------- | ---------------- | ------------ | --------------------- | --------------------- | --------------------- | --------------------- | --------------------- | ------------ | ------ |
| Пжемислав Словиковски  | 100 м            | 10,23        | 10,54                 | 6. у гр. 2            | Нису се квалификовали | Нису се квалификовали | Нису се квалификовали | 38 / 50      |        |
| Ремигијуш Олшевски     | 100 м            | 10,21        | 10,44                 | 5. у гр. 4            | Нису се квалификовали | Нису се квалификовали | Нису се квалификовали | 31 / 50      |        |
| Доминик Копећ          | 100 м            | 10,26        | 10,37 кв              | 3. у гр. 1            | 10,29                 | 5. у гр. 1            | Нису се квалификовали | 12 / 50      |        |
| Лукаш Кравчук          | 400 м            | 45,65        | 46,17 кв              | 4. у гр. 4            | 45,86 ЛРС             | 8. у гр. 1            | Нису се квалификовали | 20 / 39      |        |
| Дариуш Ковалук         | 400 м            | 46,06        | 46,18                 | 5. у гр. 2            | Није се квалификовао  | Није се квалификовао  | Није се квалификовао  | 24 / 39      |        |
| Карол Залевски         | 400 м            | 45,15        | Директно у полуфинале | Директно у полуфинале | 45,11 кв, ЛР          | 1. у гр. 2            | 45,34                 | 4 / 39       |        |
| Адам Кшчот             | 800 м            | 1:43,30      | 1:46,31 КВ            | 1. у гр. 4            | 1:46,11 КВ            | 1. у гр. 2            | 1:44,59 ЛРС           |              |        |
| Михал Розмис           | 800 м            | 1:43,30      | 1:49,38 КВ            | 1. у гр. 4            | 1:46,17 КВ, ЛРС       | 2. у гр. 2            | 1:45,32 ЛР            | 4 / 31 (33)  |        |
| Матеуш Борковски       | 800 м            | 1:45,70      | 1:48,01 КВ            | 2. у гр. 1            | 1:46,54 КВ            | 3. у гр. 1            | 1:45,42 ЛР            | 5 / 31 (33)  |        |
| Марћин Левандовски     | 1.500 м          | 3:34,04 НР   | 3:40,74 КВ            | 1. у гр. 2            |                       |                       | 3:38,14               |              |        |
| Мариуш Гижињски        | Маратон          | 2:11:20      |                       |                       |                       |                       | 2:16:02               | 13 / 58 (72) |        |
| Хенрик Шост            | Маратон          | 2:07:39 НР   | 2:18:09               | 19 / 58 (72)          |                       |                       |                       |              |        |
| Аркадиуш Гардзиелевски | Маратон          | 2:11:34      | 2:18:21               | 21 / 58 (72)          |                       |                       |                       |              |        |
| Блажеј Брзезињски      | Маратон          | 2:11:27      | 2:22:35               | 45 / 58 (72)          |                       |                       |                       |              |        |
| Артур Козловски        | Маратон          | 2:10:58      | 2:26:28               | 52 / 58 (72)          |                       |                       |                       |              |        |
| Јаред Шегумо           | Маратон          | 2:10:34      | Није завршио трку     | Није завршио трку     |                       |                       |                       |              |        |
| Дамјан Чикјер          | 110 м препоне    | 13,28        | Директно у полуфинале | Директно у полуфинале | 13,45 кв              | 3. у гр. 2            | 13,38                 | 4 / 28       |        |
| Артур Нога             | 110 м препоне    | 13,26        | 13,71 кв              | 5. у гр. 2            | 13,66                 | 6. у гр. 1            | Није се квалификовао  | 19 / 28      |        |
| Патрик Добек           | 400 м препоне    | 48,40        | Директно у полуфинале | Директно у полуфинале | 48,75 КВ, ЛРС         | 2. у гр. 1            | 48,59 ЛРС             | 5 / 36 (37)  |        |
| Јакуб Мордил           | 400 м препоне    | 50,17        | 51,15                 | 4. у гр. 2            | Није се квалификовао  | Није се квалификовао  | Није се квалификовао  | 29 / 36 (37) |        |
| Кристијан Залевски     | 3.000 м препреке | 8:16,20      | 8:29,11 КВ            | 2. у гр. 1            |                       |                       | 8:38,59               | 7 / 27 (29)  |        |
| Грегорж Зимнијевич     | 4 х 100 м        | 38,31 НР     | Дисквалификовани      | Дисквалификовани      | Нису се квалификовали | Нису се квалификовали |                       |              |        |
| Пжемислав Словиковски² | 4 х 100 м        | 38,31 НР     | Дисквалификовани      | Дисквалификовани      | Нису се квалификовали | Нису се квалификовали |                       |              |        |
| Адам Павловски         | 4 х 100 м        | 38,31 НР     | Дисквалификовани      | Дисквалификовани      | Нису се квалификовали | Нису се квалификовали |                       |              |        |
| Карол Залевски²        | 4 х 100 м        | 38,31 НР     | Дисквалификовани      | Дисквалификовани      | Нису се квалификовали | Нису се квалификовали |                       |              |        |
| 4 х 400 м              | 2:58,00 НР       | 3:02,75 кв   | 4. у гр. 1            | 3:02,27               | 5 / 14 (16)           |                       |                       |              |        |
| 4 х 400 м              | 2:58,00 НР       | 3:02,75 кв   | 4. у гр. 1            | 3:02,27               | 5 / 14 (16)           | Рафал Омелко          |                       |              |        |
| 4 х 400 м              | 2:58,00 НР       | 3:02,75 кв   | 4. у гр. 1            | 3:02,27               | 5 / 14 (16)           | Лукаш Кравчук²        |                       |              |        |
| 4 х 400 м              | 2:58,00 НР       | 3:02,75 кв   | 4. у гр. 1            | 3:02,27               | 5 / 14 (16)           | Кајетан Душински      |                       |              |        |
| 4 х 400 м              | 2:58,00 НР       | 3:02,75 кв   | 4. у гр. 1            | 3:02,27               | 5 / 14 (16)           | Дариуш Ковалук²       |                       |              |        |
| 4 х 400 м              | 2:58,00 НР       | 3:02,75 кв   | 4. у гр. 1            | 3:02,27               | 5 / 14 (16)           | Матеуш Жезничак       |                       |              |        |
| Давид Томала           | 20 км ходање     | 1:20:30      |                       |                       |                       |                       | 1:25:06               | 19 / 23 (28) |        |
| Артур Брзозовски       | 20 км ходање     | 1:20:33      | Дисквалификован       | Дисквалификован       |                       |                       |                       |              |        |
| Рафал Аугустин         | 50 км ходање     | 3:43:22      | 3:51:37               | 6 / 26 (36)           |                       |                       |                       |              |        |
| Рафал Сикора           | 50 км ходање     | 3:46:16      | 3:52:56               | 7 / 26 (36)           |                       |                       |                       |              |        |
| Адриан Блоцки          | 50 км ходање     | 3:47:16      | 3:57:11               | 12 / 26 (36)          |                       |                       |                       |              |        |
| Силвестер Беднарек     | Скок увис        | 2,32         | 2,25 кв               | 4. у гр. А            |                       |                       | 2,24                  | 7 / 27 (28)  |        |
| Маћеј Грињенко         | Скок увис        | 2,27         | 2,21                  | 10. у гр. Б           | Није се квалификовао  | 16 / 27 (28)          |                       |              |        |
| Павел Војћеховски      | Скок мотком      | 5,93         | 5,61 кв               | 1. у гр. Б            | 5,80                  | 5 / 31 (36)           |                       |              |        |
| Пјотр Лисек            | Скок мотком      | 5,94 НР      | 5,61 кв               | 1. у гр. Б            | 5,90                  | 4 / 31 (36)           |                       |              |        |
| Роберт Собера          | Скок мотком      | 5,81         | 5,36                  | 12. у гр. А           | Није се квалификовао  | 25 / 31 (36)          |                       |              |        |
| Томаш Јашчук           | Скок удаљ        | 8,18         | 7,88 кв               | 2. у гр. А            | 8,08                  | 5 / 29 (30)           |                       |              |        |
| Карол Хофман           | Троскок          | 17,16        | Без исправног скока   | Без исправног скока   | Није се квалификовао  | Није се квалификовао  |                       |              |        |
| Михал Харатик          | Бацање кугле     | 22,08 НР     | 20,59 КВ              | 3. у гр. Б            | 21,72                 |                       |                       |              |        |
| Конрад Буковјецки      | Бацање кугле     | 22,00        | 19,89 кв              | 4. у гр. А            | 21,66 НРмс            |                       |                       |              |        |
| Јакуб Шишковски        | Бацање кугле     | 20,92        | 19,67                 | 6. у гр. А            | Нису се квалификовали | 13 / 27 (29)          |                       |              |        |
| Роберт Урбанек         | Бацање диска     | 66,93        | 62,00                 | 7. у гр. Б            | Нису се квалификовали | 14 / 24 (26)          |                       |              |        |
| Пјотр Малаховски       | Бацање диска     | 71,84 НР     | Без исправног хица    | Без исправног хица    | Није се квалификовао  | Није се квалификовао  |                       |              |        |
| Павел Фајдек           | Бацање кладива   | 83,93 НР     | 77,86 КВ              | 1. у гр. Б            | 78,69                 |                       |                       |              |        |
| Војћех Новицки         | Бацање кладива   | 81,85        | 76,03 КВ              | 2. у гр. А            | 80,12                 |                       |                       |              |        |
| Марћин Круковски       | Бацање копља     | 88,09 НР     | 81,88 КВ, ЛРС         | 1. у гр. А            | 84,55 ЛРС             | 4 / 28                |                       |              |        |
| Кипријан Мрзиглод      | Бацање копља     | 81,08        | 83,85 КВ, ЛР          | 3. у гр. Б            | 80,20                 | 9 / 28                |                       |              |        |
| Бартош Осевски         | Бацање копља     | 83,89        | 74,80                 | 11. у гр. B           | Није се квалификовао  | 21 / 28               |                       |              |        |

- Такмичари у штафети који су обележени бројем трчали су и у појединачним дисциплинама.

#### десетобој
| Дисциплина   | Павел Вјесјолек | Павел Вјесјолек | Павел Вјесјолек | Павел Вјесјолек | Павел Вјесјолек | Павел Вјесјолек |
| Дисциплина   | Лич. рек.       | Резултат        | Бод.            | Плас.           | Укупно          | Плас.           |
| ------------ | --------------- | --------------- | --------------- | --------------- | --------------- | --------------- |
| 100 м        | 10,74           | 10,95 ЛРС       | 872             | 9.              | 872             | 9.              |
| Скок удаљ    | 7,61            | 6,93            | 797             | 23.             | 1.669           | 17.             |
| Бацање кугле | 14,55           | 12,79           | 654             | 26.             | 2.323           | 23.             |
| Скок увис    | 2,12            | 1,93 ЛРС        | 740             | 21              | 3.063           | 22.             |
| 400 м        | 48,55           | 49,75           | 826             | 18.             | 3.889           | 20.             |
| 110 препоне  | 14,28           | 15,10           | 837             | 19.             | 4.726           | 20.             |
| Бацање диска | 48,32           | 45,68           | 781             | 3.              | 5.507           | 18.             |
| Скок мотком  | 4,90            | 4,70            | 819             | 11.             | 6.326           | 16.             |
| Бацање копља | 61,36           | 55,57           | 671             | 17.             | 6.997           | 15.             |
| 1.500 м      | 4:32,28         | 4:37,03 ЛРС     | 699             | 10.             | 7.696           | 13.             |
| Укупно       | 8.140           |                 |                 |                 | 7.696           | 13 / 18 (28)    |

### Жене
| Атлетичарка              | Дисциплина       | Лични рекорд | Квалификације         | Квалификације         | Полуфинале           | Полуфинале | Финале                | Финале       | Детаљи |
| Атлетичарка              | Дисциплина       | Лични рекорд | Резултат              | Место                 | Резултат             | Место      | Резултат              | Место        | Детаљи |
| ------------------------ | ---------------- | ------------ | --------------------- | --------------------- | -------------------- | ---------- | --------------------- | ------------ | ------ |
| Ева Свобода              | 100 м            | 11,12        | 11,33 КВ              | 2. у гр. 2            | 11,30                | 5. у гр. 2 | Нису се квалификовале | 11 / 37 (38) |        |
| Ана Кјелбасињска         | 200 м            | 22,94        | 23,20 КВ              | 2. у гр. 1            | 23,29                | 4. у гр. 2 | Нису се квалификовале | 14 / 36      |        |
| Мартина Котвила          | 200 м            | 22,99        | 23,62 КВ              | 3. у гр. 2            | 23,41                | 5. у гр. 1 | Нису се квалификовале | 16 / 36      |        |
| Ига Баумгарт-Витан       | 400 м            | 51,71        | 52,23 кв              | 3. у гр. 4            | 51,35 КВ, ЛР         | 1. у гр. 2 | 51,24 ЛР              | 5 / 43       |        |
| Јустина Свјенти-Ерсетик  | 400 м            | 51,05        | Директно у полуфинале | Директно у полуфинале | 51,23 КВ             | 1. у гр. 3 | 50,41 ЕРС             |              |        |
| Малгожата Холуб-Ковалик  | 400 м            | 51,18        | Директно у полуфинале | Директно у полуфинале | 51,74 КВ             | 5. у гр. 1 | Није се квалификовала | 12 / 43      |        |
| Ана Сабат                | 800 м            | 2:01,28      | 2:01,67 кв            | 4. у гр. 4            | 2:00,32 КВ, ЛР       | 3. у гр. 2 | 2:01,26               | 5 / 32 (33)  |        |
| Ангелика Ћихоцка         | 800 м            | 1:58,41      | 2:01,01 кв, ЛРС       | 4. у гр. 1            | 2:03,14              | 4. у гр. 1 | Није се квалификовала | 12 / 32 (33) |        |
| Ангелика Ћихоцка         | 1.500 м          | 4:01,61      | 4:10,04 КВ, ЛРС       | 4. у гр. 1            |                      |            | 4:10,93               | 12 / 24      |        |
| Софија Енауи             | 1.500 м          | 4:01,00      | 4:08,60 КВ            | 1. у гр. 2            | 4:03,08              |            |                       |              |        |
| Паулина Качинска         | 5.000 м          | 15:29,67     |                       |                       |                      |            | 15:49,21              | 12 / 15 (19) |        |
| Катажина Рутковска       | 5.000 м          | 15:37,31     | 15:41,52              | 11 / 15 (19)          |                      |            |                       |              |        |
| Катажина Рутковска       | 10.000 м         | 32:31,40     | Није завршила трку    | Није завршила трку    |                      |            |                       |              |        |
| Изабела Тжаскалска       | Маратон          | 2:29:56      | 2:33:43               | 10 / 46 (56)          |                      |            |                       |              |        |
| Клаудија Сићаж           | 100 м препоне    | 12,94        | Директно у полуфинале | Директно у полуфинале | 13,12                | 6. у гр. 2 | Није се квалификовала | 16 / 32      |        |
| Каролина Колечек         | 100 м препоне    | 12,91        | 12,96 КВ, ЛРС         | 1. у гр. 3            | 12,94(.931) кв, ЛРС  | 3. у гр. 3 | 13,11                 | 6 / 32       |        |
| Џоана Линкиевич          | 400 м препоне    | 55,25        | 56,66 КВ              | 1. у гр. 1            | 56,06                | 2. у гр. 3 | Нису се квалификовале | 14 / 33      |        |
| Јустина Сагањак          | 400 м препоне    | 56,52        | 57,24 кв              | 4. у гр. 2            | 57,71                | 8. у гр. 1 | Нису се квалификовале | 23 / 33      |        |
| Алисја Коњечек           | 3.000 м препреке | 9:47,29      | 9:41,16 ЛР            | 9. у гр. 1            |                      |            | Нису се квалификовале | 17 / 33      |        |
| Матилда Ковал            | 3.000 м препреке | 9:35,13      | 9:49,27               | 13. у гр. 2           | 24 / 33              |            | Нису се квалификовале |              |        |
| Катажина Ковалска        | 3.000 м препреке | 9:26,93      | 9:54,83               | 15. у гр. 2           | 29 / 33              |            | Нису се квалификовале |              |        |
| Камила Ћиба              | 4 х 100 м        | 42,68 НР     | 43,20 кв              | 4. у гр. 1            | 43,34                | 6 / 15     |                       |              |        |
| Ана Кјелбасињска²        | 4 х 100 м        | 42,68 НР     | 43,20 кв              | 4. у гр. 1            | 43,34                | 6 / 15     |                       |              |        |
| Мартина Котвила²         | 4 х 100 м        | 42,68 НР     | 43,20 кв              | 4. у гр. 1            | 43,34                | 6 / 15     |                       |              |        |
| Ева Свобода²             | 4 х 100 м        | 42,68 НР     | 43,20 кв              | 4. у гр. 1            | 43,34                | 6 / 15     |                       |              |        |
| Малгожата Холуб-Ковалик² | 4 х 400 м        | 3:24,49 НР   | 3:28,52 КВ, НРС       | 1. у гр. 2            | 3:26,59              |            |                       |              |        |
| Ига Баумгарт-Витан²      | 4 х 400 м        | 3:24,49 НР   | 3:28,52 КВ, НРС       | 1. у гр. 2            | 3:26,59              |            |                       |              |        |
| Патрицја Вићшкјевич²     | 4 х 400 м        | 3:24,49 НР   | 3:28,52 КВ, НРС       | 1. у гр. 2            | 3:26,59              |            |                       |              |        |
| Јустина Свјенти-Ерсетик² | 4 х 400 м        | 3:24,49 НР   | 3:28,52 КВ, НРС       | 1. у гр. 2            | 3:26,59              |            |                       |              |        |
| Наталија Качмарек        | 4 х 400 м        | 3:24,49 НР   | 3:28,52 КВ, НРС       | 1. у гр. 2            | 3:26,59              |            |                       |              |        |
| Мартина Дабровска        | 4 х 400 м        | 3:24,49 НР   | 3:28,52 КВ, НРС       | 1. у гр. 2            | 3:26,59              |            |                       |              |        |
| Емилија Лехмејер         | 20 км ходање     | 1:32:49      |                       |                       |                      |            | 1:32:36 ЛР            | 14 / 26 (30) |        |
| Јоана Бемовска           | 50 м ходање      | 4:43:48      | Нису завршиле трку    | Нису завршиле трку    |                      |            |                       |              |        |
| Агњешка Елвард           | 50 м ходање      | 4:32:47 НР   | Нису завршиле трку    | Нису завршиле трку    |                      |            |                       |              |        |
| Јустина Смјетанка        | Скок мотком      | 4,50         | 4,20                  | 12. у гр. Б           |                      |            | Нису се квалификовале | 20 / 27      |        |
| Ана Јагаћак Михалска     | Троскок          | 14,33        | 14,01                 | 9. у гр. А            | 14 / 27 (29)         |            | Нису се квалификовале |              |        |
| Паулина Губа             | Бацање кугле     | 19,38        | 18,66 КВ              | 2. у гр. А            | 19,33                |            |                       |              |        |
| Клаудија Кардаш          | Бацање кугле     | 18,30        | 18,00 КВ              | 2. у гр. Б            | 18,48 НРмс, ЛР       | 4 / 23     |                       |              |        |
| Дарија Забавска          | Бацање диска     | 60,23        | 18,66 КВ              | 13. у гр. Б           | Није се квалификовао | 22 / 29    |                       |              |        |
| Јоана Фјодоров           | Бацање кладива   | 75,09        | 71,46 КВ              | 2. у гр. А            | 74,00                |            |                       |              |        |
| Анита Влодарчик          | Бацање кладива   | 82,98 НР     | 75,10 КВ              | 1. у гр. Б            | 78,94 РЕП            |            |                       |              |        |
| Малвина Копрон           | Бацање кладива   | 76,85        | 71,14 КВ              | 4. у гр. Б            | 72,20                | 4 / 28     |                       |              |        |

- Такмичарке у штафети означене бројем учествовале су и у појединачним дисциплинама.